# Hypostomus tietensis
Hypostomus tietensis  es una especie de pez de la familia  de los loricáridos y del orden de los siluriformes.

## Morfología
El macho puede alcanzar hasta 12,5 cm de longitud total.

## Distribución geográfica
Es originario de Sudamérica, se encuentra en la cuenca del río Tieté, en Brasil.